# Liste der Kulturdenkmäler in Osburg
In der Liste der Kulturdenkmäler in Osburg sind alle Kulturdenkmäler der rheinland-pfälzischen Ortsgemeinde Osburg aufgeführt. Grundlage ist die Denkmalliste des Landes Rheinland-Pfalz (Stand: 8. Februar 2023).

## Einzeldenkmäler
| Bezeichnung                      | Lage                           | Baujahr                   | Beschreibung | Bild            |
| -------------------------------- | ------------------------------ | ------------------------- | --- | --------------- |
| Portal                           | Bergstraße, an Nr. 3 Lage      | Ende des 18. Jahrhunderts | Rokokoportal, Ende des 18. Jahrhunderts                                                                                               | Fotos hochladen |
| Kirchturm und Kirchenausstattung | Klemensstraße, zu Nr. 38 Lage  |                           | an der katholischen Pfarrkirche St. Klemens: mittelalterlicher Rundturm; im Kirchenneubau Ausstattung aus dem 18. und 19. Jahrhundert | Fotos hochladen |
| Kriegerdenkmal                   | Klemensstraße, vor Nr. 38 Lage | 1922                      | Kriegerdenkmal 1914/18, bezeichnet 1922, Bildhauer Friedrich Bonnekoh, Morbach                                                        | Fotos hochladen |
| Quereinhaus                      | Unterstraße 20 Lage            | 1881                      | Quereinhaus, bezeichnet 1881 [links im Bild]                                                                                          | Fotos hochladen |